# Vem no Vento
Vem no Vento é o segundo álbum do grupo paraibano Jaguaribe Carne, lançado em 2003. O álbum foi lançado exatamente uma década depois de seu LP de estréia, Jaguaribe Carne Instrumental, mas o seu extenso repertório contém composições de várias épocas do grupo, que está em atividade desde 1974. Considerado o "disco pop" do Jaguaribe Carne, que é conhecido por suas experimentações com ruído e improvisação livre, o CD mostra o lado mais cancioneiro dos irmãos Pedro Osmar e Paulo Ró.
Ao contrário do primeiro disco, que foi gravado inteiramente ao vivo em dois dias, Vem no Vento foi o fruto do trabalho cooperativo de uma grande equipe ao longo de meses. O projeto foi encabeçado pelos músicos Xisto Medeiros e Marcelo Macedo, e gravado no estúdio de Marcelo, o Peixe-Boi (o próprio nome do estúdio é uma alusão a uma música presento no disco, Aboiando o Peixe-Boi). Além dos irmãos Pedro e Paulo, a banda base do disco é formada por músicos paraibanos que já participaram do Jaguaribe Carne em diversos momentos de sua história. Quase todas as músicas contam com a participação especial de músicos do Brasil inteiro que já tiveram contato com o grupo, de grupos instrumentais como o Quinteto da Paraíba e o JP Sax a cantores de renome nacional como Chico César e Lenine.

## Faixas
| Vem no Vento |                                                          |         |  |
| N.º          | Título                                                   | Duração |  |
| 1.           | "Aos Que Se Foram (com Totonho)"                         | 4:19    |  |
| 2.           | "Comentário (com Lula Queiroga)"                         | 4:19    |  |
| 3.           | "Vem no Vento (com Lenine)"                              | 4:24    |  |
| 4.           | "Aboiando o Peixe-Boi (com Zeca Baleiro)"                | 4:41    |  |
| 5.           | "Ferrugem Popular (com Xangai)"                          | 4:19    |  |
| 6.           | "Ao Mesmo Tempo (com Bráulio Tavares)"                   | 3:35    |  |
| 7.           | "Poema (com Ivan Santos)"                                | 4:09    |  |
| 8.           | "Delírio de Gari (com Diana Miranda e Paulinho Ditarso)" | 4:48    |  |
| 9.           | "Robin Hood Pós, Pois (com Escurinho)"                   | 3:15    |  |
| 10.          | "De Aviões (com Assaltarte)"                             | 1:31    |  |
| 11.          | "Incelência Para um Povo Boi (com Elomar)"               | 5:27    |  |
| 12.          | "Caldeira (com João Linhares)"                           | 5:03    |  |
| 13.          | "Mote do Navio (com o Quinteto da Paraíba)"              | 4:29    |  |
| 14.          | "Boatos (com Elba Ramalho)"                              | 2:36    |  |
| 15.          | "Lambadão (com Chico César)"                             | 3:00    |  |
| 16.          | "Lei Áurea (com Jorge Negão)"                            | 3:43    |  |
| 17.          | "Piratas de Jaguaribe (com Vital Farias)"                | 2:59    |  |
| 18.          | "Época de Plantio (com Jarbas Mariz)"                    | 3:13    |  |
| 19.          | "Eu Canto Música de Amor"                                | 1:09    |  |
| 20.          | "Saltos (com JP Sax e ChicoCorrea)"                      | 2:12    |  |

## Créditos
Músicos
- Pedro Osmar – Voz, violão, percussão
- Paulo Ró – Voz, violão, percussão
- Hermes Medeiros – Bateria e percussões
- Guegué Medeiros – Teclado e sanfonas
- Xisto Medeiros – Baixo elétrico, contrabaixo, baixo fretless, baixolão
- Marcelo Macedo – Guitarras, loops

Técnica
- Produção: Marcelo Macedo
- Gravação, mixagem: Marcelo Macedo e Xisto Medeiros
- Masterização: Reference Mastering Studio
- Projeto gráfico: Pedro Osmar, Fábio Cavalcanti, Gustavo Moura